# 華城総合運動場
華城総合運動場（ファソンそうごううんどうじょう）または華城スポーツコンプレックスタウン（ファソンスポーツコンプレックスタウン、韓国語: 화성종합운동장、英語: Hwaseong Sports Complex Town）は、大韓民国京畿道華城市にある総合競技場。華城市の総合スポーツ施設整備の一環により、2009年から2011年まで2年間をかけて建設・整備されたスタジアムである。
一体化した総合競技場（陸上競技場兼球技場）と体育館（アリーナ）から成る。

## 概要

### 総合競技場
35,265人収容の陸上競技場及びサッカー場で、サッカー韓国代表の試合で使用されるほか、華城FCがホームスタジアムとして使用している。
サッカーの国際試合として最初に開催されたのは、2012年6月7日のU-23韓国代表 vs U-23シリア代表戦である。同年11月14日には韓国代表 vs オーストラリア代表戦が開催されている。
2013年に開催されたサッカー・東アジアカップ2013の会場の一つとして利用され、7月25日に男子の日本対オーストラリア、女子の日本対北朝鮮が行われた。
2014年9月の仁川アジア大会の試合会場として利用された。

### アリーナ
Vリーグに所属する女子バレーボールチームのIBK企業銀行アルトスがホームアリーナとして使用する。